# Андре Превін
Андре Превін, також Андре Превен (англ.  André Previn, уроджений Людвіг Андреас Прівін, нім. Andreas Ludwig Priwin; 6 квітня 1929, Берлін — 28 лютого 2019, Нью-Йорк) — американський диригент, піаніст і композитор. Володар кількох премій «Оскар» за кращу музику, один з восьми композиторів в історії світового кінематографа, які отримували цю нагороду два роки поспіль. Почесний лицар-командор ордена Британської імперії (KBE, 1996).

## Біографія
Превін народився в родині Шарлотти Епштейн (нар. у Франкфурті 1891—1986) і Джека (Якова) Прівіна (нар. у Грудзьондзі 1885—1963). В деяких джерелах згадується, що Яків емігрував в Німеччину з Польщі, але це не так, бо Грудзьондз в той час належав Німеччині. Систематичної музичної освіти не отримав. У 1937 році сім'я Превіна втекла з Німеччини до Франції, в 1941 році з Франції до США, де в 1943 році Превін отримав американське громадянство.
Помер 28 лютого 2019 року в своєму будинку в Нью-Йорку на 90 році життя.

## Кар'єра
З 13-річного віку Превін почав виступати як піаніст, виконуючи переважно джаз; в 1945—1946 рр. ним були зроблені кілька джазових аудіозаписів. З 1947 р. Превін складав музику для голлівудських фільмів.
Подальша музична кар'єра Превіна була пов'язана з академічною музикою. З 1967 р. Превін був помітною фігурою в світі диригентського мистецтва. Він очолював в ролі музичного керівника і головного диригента такі помітні оркестри як Х'юстонський симфонічний (1967–1969), Лондонський симфонічний (1969–1979), Пітсбурзький симфонічний (1976–1984), Лос-Анджелеський філармонічний (1985–1989), Королівський філармонічний (Лондон; 1985–1991), Філармонічний оркестр Осло (2002–2006). Серед здійснених Превіном-диригентом записів — три балети Чайковського, повне зібрання симфоній Воан-Вільямса, всі симфонії і фортепіанні концерти Сергія Рахманінова (з Володимиром Ашкеназі в якості соліста), багато значних творів Прокоф'єва і Ріхарда Штрауса.

## Кінематограф
У той же час Превін багато працював для кінематографа в ролі диригента та аранжувальника. Найбільші успіхи в цій області відносяться до 1950–60-х років, коли робота Превіна в кінематографі чотири рази була удостоєна премії «Оскар»: за фільми «Рідоти» (1958, оригінальна музика, удостоєна також премії «Греммі»), «Поргі і Бесс» (екранізація опери Гершвіна, 1959, редакція партитури, разом з Кеном Дарбі), «Irma la Douce» (1963, оригінальна музика) і «Моя прекрасна леді» (1964, оригінальні музичні епізоди).
До оригінальної композиції в академічному жанрі Превін звернувся досить пізно. Найбільшою популярністю користується опера Превіна «Трамвай Бажання» (1995, за п'єсою Теннессі Вільямса, вперше поставлена в Сан-Франциско в 1998 р. під керуванням автора) і концерт для скрипки з оркестром, написаний ним для своєї п'ятої дружини, відомої скрипальки Анни-Софії Муттер, молодшої за нього на 34 роки (шлюб тривав з 2002 по 2006 рр. Андре тоді було 73 роки; з попередніх дружин Превіна найбільш відома акторка Міа Ферроу, одружені 1970–1979 рр.), і Дора Превін, до шлюбу Ланган, знаменита співачка. Автор вокальних творів (три пісні на вірші Емілі Дікінсон та ін.).
Серед цілого ряду американських і міжнародних нагород Превіна виділяється отримана ним в 2005 р. Премія Гленна Гульда.

## Відзнаки та нагороди
Превіна номінували на 11 премій «Оскар». Він виграв чотири рази, у 1958, 1959, 1963 і 1964 роках. Він є одним з небагатьох композиторів, який здійснив подвиг, отримавши двічі поспіль «Оскар», і одним з небагатьох, хто зробив це двічі. Превін став першою людиною в історії премії «Оскар», яка отримала три номінації за один рік (на премію 1960 року).
У 1970 році він був номінований на премію «Тоні» в рамках номінації «Коко» за найкращий мюзикл. У 1974 році він написав музику до фільму «Хороші компаньйони» з Джоном Міллсом у головній ролі в Лондоні. У 1977 році став почесним членом Королівської музична академія. Телесеріал 1977 року «Превін і Піттсбург» був номінований на три премії «Еммі».
У 1996 році Превіна було призначено почесним кавалером ордена Британської імперії. (Не будучи громадянином країн Співдружності, він мав право використовувати пост-номінальні літери KBE, але не називався «сер Андре»). У 1998 році Превін отримав почесну нагороду Центру Кеннеді на знак визнання його внеску в класичну музику та оперу в США. У 2005 році він був нагороджений міжнародною премією Глена Гулда, а в 2008 році отримав нагороду журналу Gramophone за життєві досягнення за свою роботу в класичній, кіно та джазовій музиці. У 2010 році Академія звукозапису нагородила Превіна «Греммі» за життєві досягнення.